# Knut Jacobsson
Knut Folke Jacobsson, född 14 juli 1923 i Östra Kärrstorps församling i Malmöhus län, död 5 november 2012 i Näsets församling i Göteborg, var en svensk maskiningenjör och företagsledare. Jacobsson grundade trucktillverkaren Atlet som han ägde och utvecklade under 49 år.
Jacobsson växte upp i Årröd utanför Hörby i en jordbrukarfamilj. Han tog civilingenjörsexamen från Chalmers 1954. Under studietiden hade han finansierat studierna genom att sälja kontorsmaterial i bolaget Elitmaskiner. Han började arbeta på Volvo samtidigt som tanken om en egen verksamhet växte sig stark. En första satsning på motorsågar avbröts och istället inleddes utvecklingen av truckar. 1958 startades tillverkningen av handstaplare i hans bolag Elitmaskiner och produktutbudet växte de kommande åren. 1966 antog företaget namnet Atlet. Verksamheten växte snabbt och förlades först till en mekanisk verkstad i Kode och från 1964 i en egen fabrik i Kållered. 1972 invigdes fabriken i Mölnlycke som ersatte Kålleredfabriken. 
Atlet utvecklades under hans ledning till ett av Sveriges största familjeägda bolag. Hans döttrar satt med i bolagets styrelse enligt ett roterande schema och dottern Marianne Brismar var vd för Atlet 1995–2007. Han sålde sitt livsverk Atlet 2007 till Nissan Forklift, ett dotterbolag till Nissan Motor Company. 2012 bildades Familjen Knut och Ragnvi Jacobssons stiftelse.
Knut Jacobsson var gift med Ragnvi Jacobsson och de fick fem döttrar. Han mottog Serafimermedaljen 1983 och blev hedersdoktor vid Chalmers och mottog Gustaf Dalénmedaljen 1995. 2002 mottog han Mekanprismat för utomordentliga förtjänster till främjande och utveckling av den svenska teknikindustrin.